# Orlando Rodríguez
Orlando Edmundo „Papi” Rodríguez Llorente (ur. 9 sierpnia 1984 w Colón) – panamski piłkarz występujący na pozycji napastnika.

## Kariera klubowa
Rodríguez karierę rozpoczynał w 2003 roku w zespole Árabe Unido. W sezonie 2004 wywalczył z nim mistrzostwo fazy Apertura. W 2005 roku odszedł do kolumbijskiego Deportivo Pereira. Spędził tam jeden sezon. Następnie grał w Envigado FC oraz Árabe Unido, a w 2007 roku trafił do kolumbijskiego La Equidad. W sezonie 2007 wywalczył z nim wicemistrzostwo fazy Finalización.
Po tym sukcesie Rodríguez odszedł do salwadorskiego klubu CD FAS. W 2008 roku wrócił do Árabe Unido. W sezonie 2008 wywalczył z nim mistrzostwo fazy Clausura, a w sezonie 2009 mistrzostwo fazy Apertura. W 2011 roku przeszedł do peruwiańskiego klubu León Huánuco. Spędził tam sezon 2011, a potem odszedł z klubu.

## Kariera reprezentacyjna
W reprezentacji Panamy Rodríguez zadebiutował w 2004 roku. W 2009 roku został powołany do kadry na Złoty Puchar CONCACAF. Zagrał na nim w meczu z Gwadelupą (1:2), a Panama zakończyła turniej na ćwierćfinale.